# Palatul Karlsruhe
Palatul Karlsruhe (în germană Schloss Karlsruhe) este un palat din Karlsruhe, Germania. A fost construit în anul 1715 pentru Margravul Carol al III-lea William de Baden-Durlach după o dispută cu cetățenii capitalei sale anterioare, Durlach. Orașul Karlsruhe a crescut de atunci în jurul palatului. Clădirea găzduiește acum muzeul principal al muzeului de stat din Baden-Württemberg.

## Istorie
Prima clădire a fost construită de Jakob Friedrich von Batzendorf. Orașul a fost planificat cu turnul palatului (Schloss) în centru și 32 de străzi iradiind din el ca niște spițe pe o roată sau nervuri pe un evantai pliabil, astfel încât o poreclă pentru Karlsruhe în germană este „orașul fanilor” (Fächerstadt).
Construit inițial parțial din lemn, palatul a trebuit să fie reconstruit în 1746, folosind piatră. Charles Frederick, margrav de Baden-Durlach la acea vreme și care în cele din urmă a devenit Charles Frederick, Marele Duce de Baden, a făcut apoi modificarea palatului de către Balthasar Neumann și Friedrich von Kesslau până în 1770, adăugând ferestre și uși mai mari, pavilioane și aripi. În 1785, Wilhelm Jeremias Müller a scurtat turnul, adăugând o cupolă.
În timpul Revoluțiilor din 1848, Leopold, Marele Duce de Baden, a fost expulzat în 1849 pentru o vreme. În 1918, ultimul monarh, Frederic al II-lea, Marele Duce de Baden, a trebuit să se mute. Fosta reședință a conducătorilor din Baden este acum folosită ca Badisches Landesmuseum Karlsruhe.
O mare parte din centrul orașului, inclusiv palatul, a fost redusă la dărâmături de bombardamentele aliate în timpul celui de-Al Doilea Război Mondial, dar a fost reconstruită rapid după război.
În prezent, palatul este un simbol cultural și istoric iconic al orașului Karlsruhe, aducând sute de mii de turiști anual.